# East End (Saint Thomas)
East End is een subdistrict van het eiland Saint Thomas in de Amerikaanse Maagdeneilanden. Het bevindt zich ongeveer 8 km ten oosten van de hoofdplaats Charlotte Amalie. De havenplaats Red Hook bevindt zich in het subdistrict. De eilanden Great Saint James, Little Saint James, en Thatch Cay behoren tot East End.

## Red Hook
Red Hook is een havenplaats waar de veerboten naar Cruz Bay in Saint John, en naar West End in Tortola op de Britse Maagdeneilanden vertrekken. Tevens is er drie keer per week een veerdienst naar Jost Van Dyke op Britse Maagdeneilanden.
Red Hook was een voormalige plantage. Tot het midden van de jaren 1950 was het gebied bijna onbewoond. De familie Dohm begon een watertaxibedrijf dat tot medio 2000 heeft bestaan. Vervolgens vestigden een visserijclub en een jachtclub zich in het dorp, en ontwikkelde het zich tot een van de belangrijkste jachthavens van het eiland.

## Sapphire Beach
Ten noorden van Red Hook ligt het strand Sapphire Beach. Het is een witzandstrand dat omringd is door hotels. Vanaf het strand zijn Saint John en de Britse Maagdeneilanden te zien. Aan de linkerkant is een meertje aangelegd dat gebruikt wordt door leguanen en eenden. Het heeft veel voorzieningen en biedt de mogelijkheid tot snorkelen, surfen en waterskiën. Sapphire Beach kan vrij druk zijn.

## Coral World
In het noorden van East End bevindt zich het dolfinarium Coral World Marine Park. Het dolfinarium werd in 1989 gesticht en heeft 300 m3 onderwaterobservatorium en een schildpaddenzwembad.

## Coki Beach
Naast het dolfinarium bevindt zich Coki Beach, een strand met veel voorzieningen en een badmeester, dat publiek toegankelijk is en geschikt is voor snorkelen en duiken.. Er bevinden zich koraalriffen en een grote variëteit aan vissoorten rond het strand. Het is strand is vrij klein en kan erg druk zijn.

## Galerij

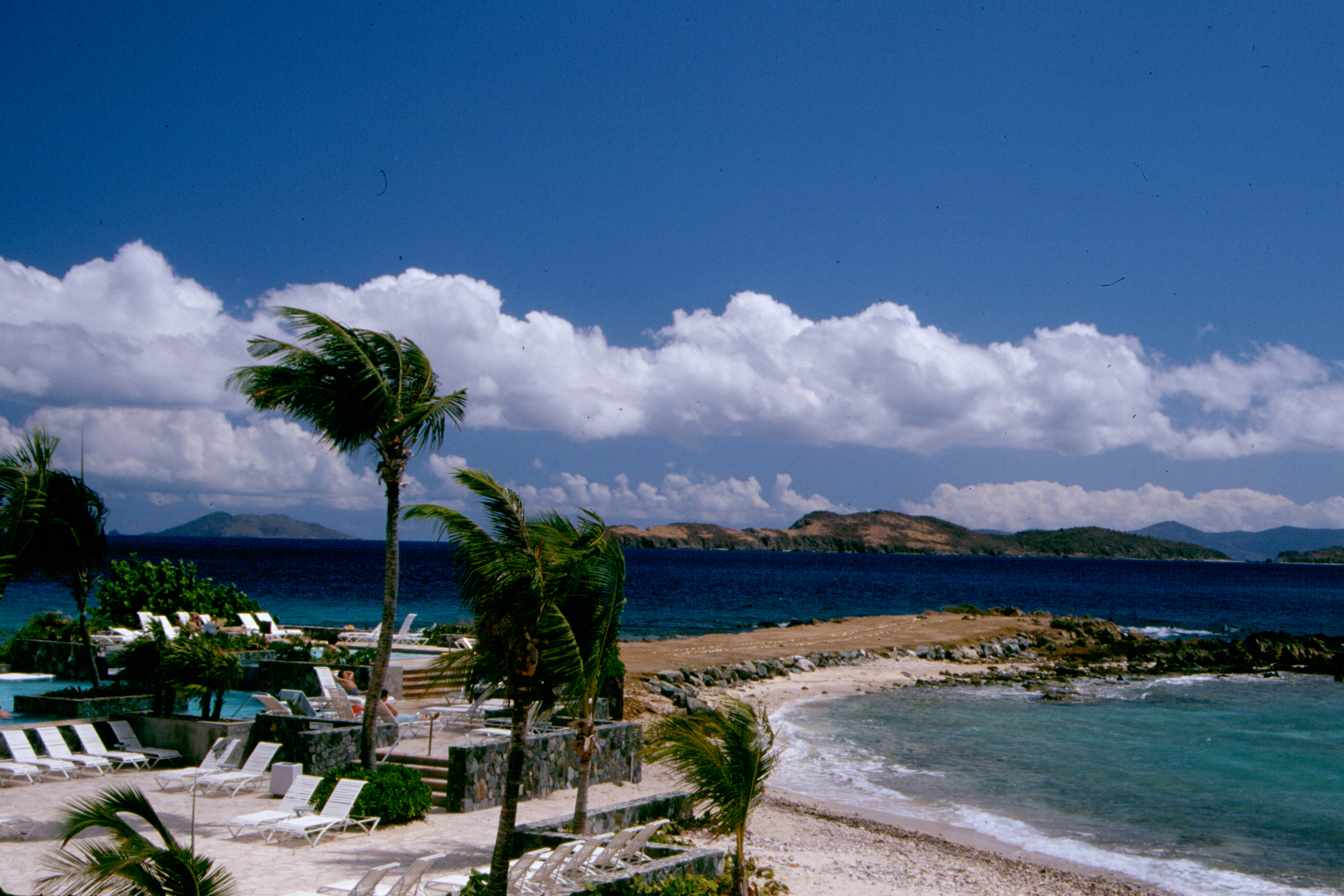
Sapphire Beach
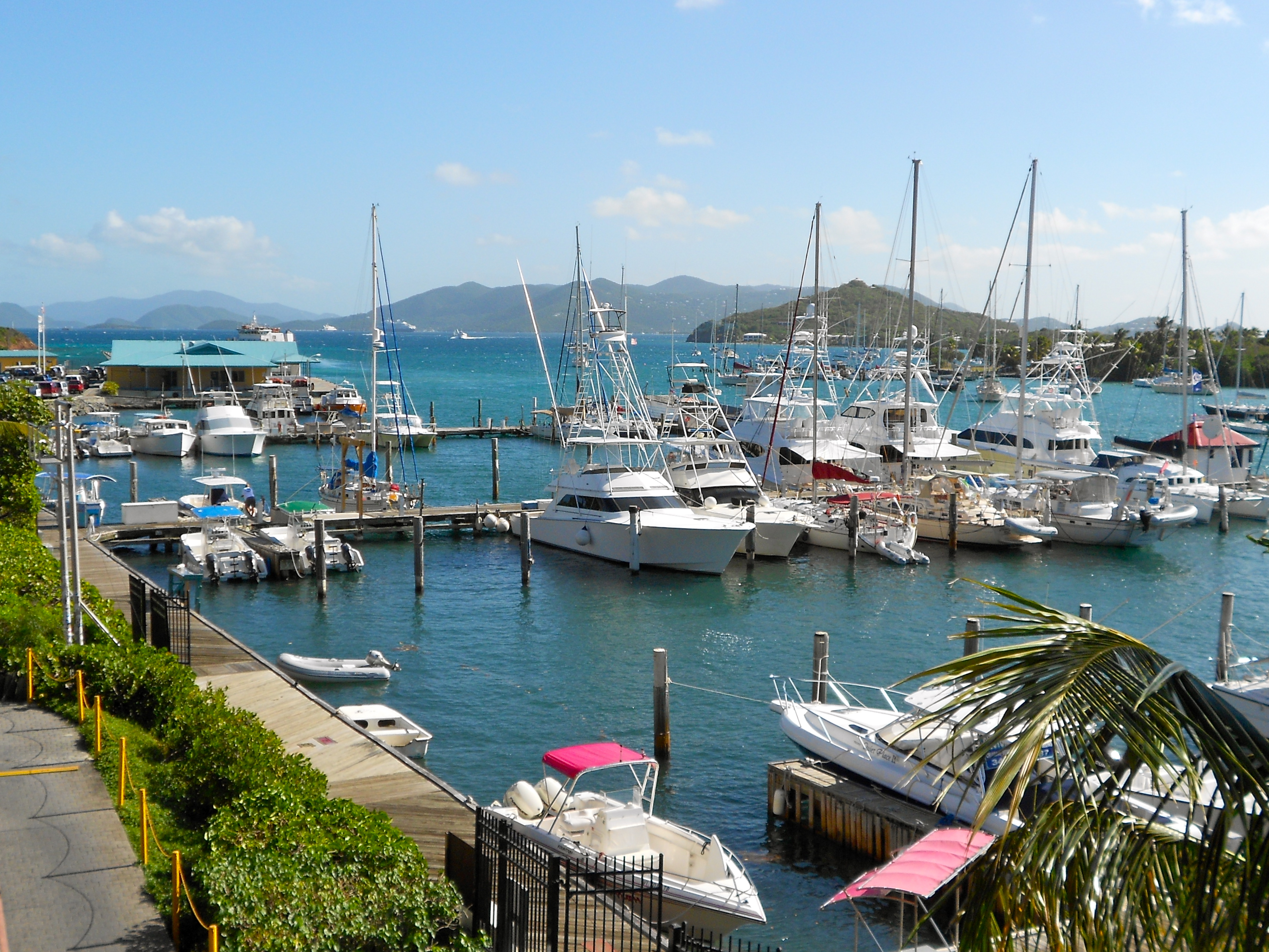
Jachthaven van Red Hook
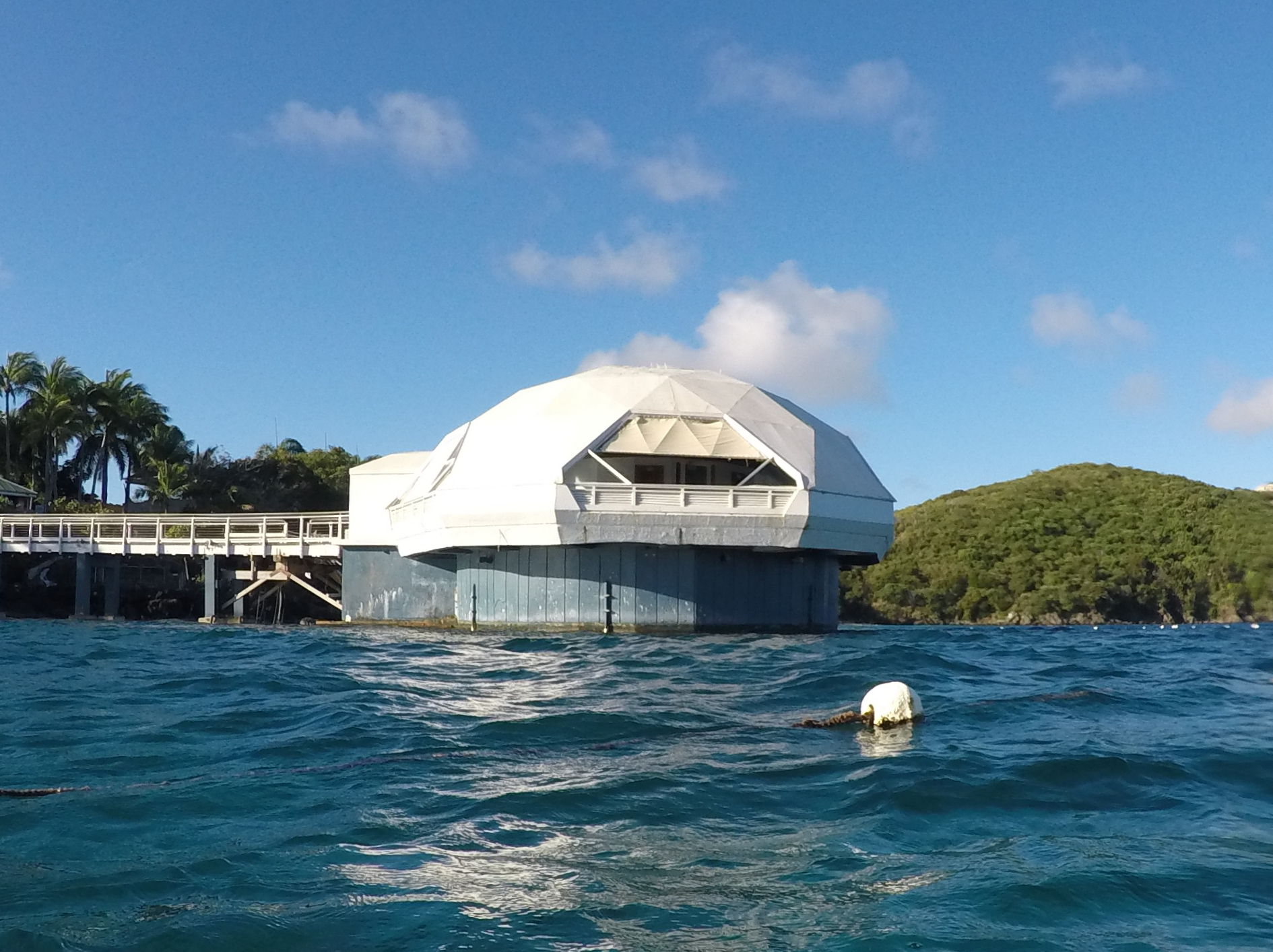
Observatorium van Coral World
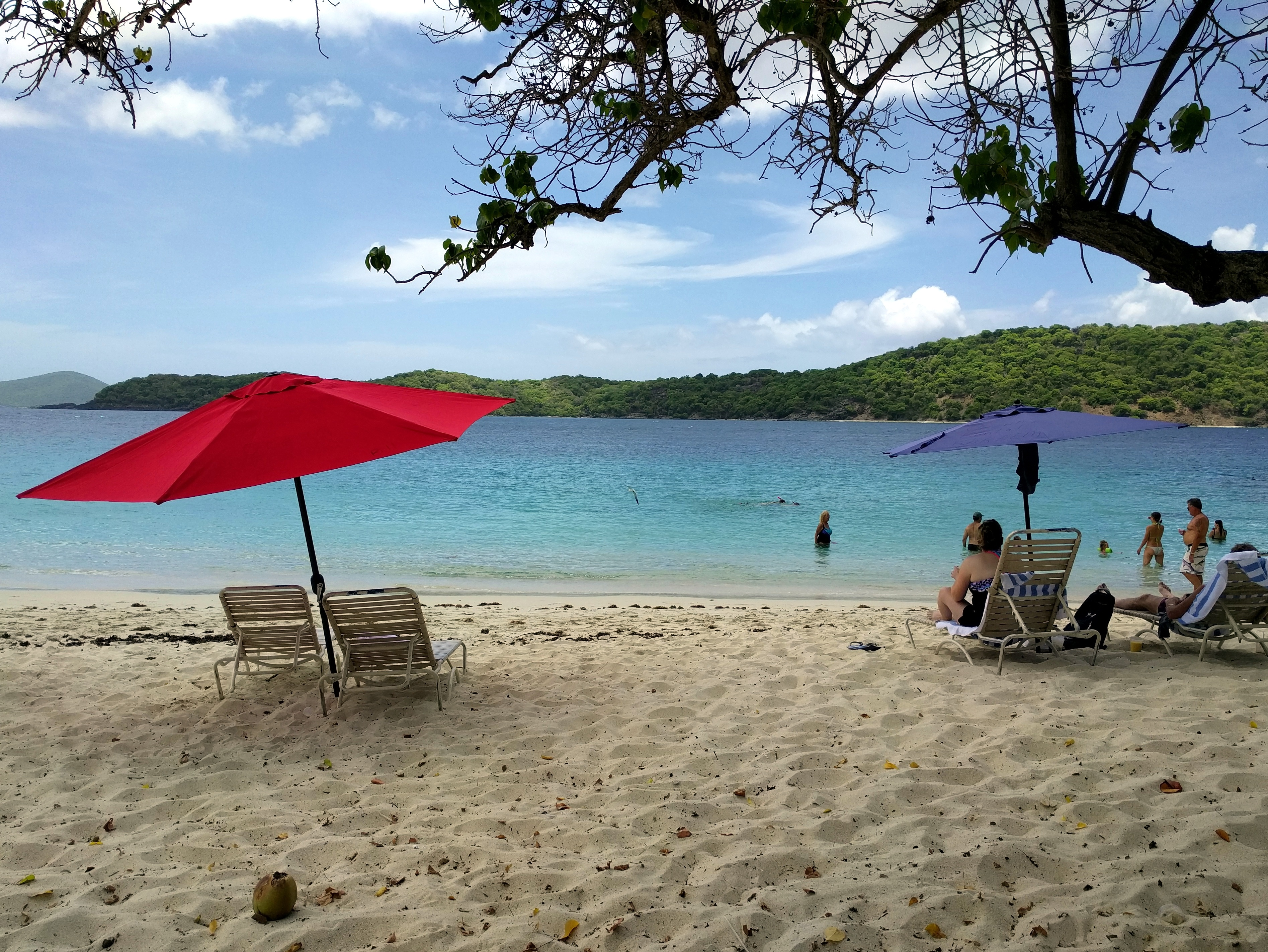
Coki Beach

Charlotte Amalie · Christiansted · Coral Bay · Cruz Bay · East End · Frederiksted · Sion Farm · Tutu